# Ruwe russula
De ruwe russula (Russula virescens) is een paddenstoel uit de familie Russulaceae. De soort kan gevonden worden in van juli tot in november. Hij is eetbaar en heeft een milde nootachtige smaak. Hij vormt mycorrhiza met Fagus-soorten en in mindere mate met eiken (Quercus). Hij groeit in lanen en loofbos op voedselrijk zand, leem en zavel.

## Kenmerken

### Uiterlijke kenmerken
Hoed
De hoed heeft een diameter van 6 tot 15 centimeter. Als hij jong is, is hij halfbolvormig, vervolgens convex en naarmate hij ouder wordt, spreidt hij zich uit en wordt in het midden licht ingedrukt. De hoedhuid is groenachtig, vooral in het midden en aan de rand, met gebieden van groen en gele scheuren die na verloop van tijd ook vuilgeel kunnen worden. De groene kleur van de hoed kan variëren van grijsgroen tot felgroen. De hoedhuid kan ook verschillende mate van openscheuren vertonen. Er zijn exemplaren met weinig gebieden, die sterk doen denken aan andere groenhoedige soorten zoals de Russula aeruginea. De groene gebieden liggen op een wit tot bleekgroen achtergrond. De hoed is meestal rond, maar kan ook onregelmatig geplooid zijn of scheuren vertonen. De hoedhuid is dun en kan gemakkelijk tot de helft worden afgepeld.
Lamellen
De lamellen zijn wit tot crèmekleurig en staan vrij dicht bij elkaar in jonge exemplaren. Ze zijn uitgebocht en gehecht aan de steel, en worden naarmate ze ouder worden vaak bruin gevlekt. Aan de basis zijn de lamellen overdwars verbonden.
Steel
De steel is cilindrisch, wit en van variabele hoogte, meestal 4 tot 8 centimeter lang en 1 tot 3 centimeter breed. Onder de lamellen kan de steel wit poederachtig zijn. Bij ouderdom, beschadiging of druk kan de steel bruin verkleuren. Het vlees is bros.
Sporenprint
De sporenprint is wit-bleek creme (Ib volgens Romagnesi).

### Microscopische kenmerken

Europese verspreiding

De sporen van de ruwe russula zijn elliptisch, 6,5 tot 9 µm lang en 5,5 tot 7 µm breed, en variëren sterk in vorm. Ook het oppervlak van de sporen is variabel. Ze kunnen fijn wrattig of licht stekelig zijn. Tussen de wratten kunnen fijne verbindingen voorkomen, maar ze kunnen ook abrupt of gedeeltelijk netvormig met elkaar verbonden zijn. In de epidermis, de bovenste laag van de hoedhuid, bevinden zich korte, stompe, wimperachtige hyfen. De basidia, de sporendragende cellen, zijn knotsvormig, 24 tot 33 µm lang en 6 tot 7,5 µm breed. Ze zijn kleurloos en bevatten 2 tot 4 sporen. De relatief weinige pleurocystidia - cystiden die zich bevinden op het oppervlak van de lamellen - zijn 40 tot 85 µm lang en 6 tot 8 µm breed, en eindigen abrupt in een scherpe punt. Ze kleuren niet of slechts zwak aan met sulfovanilline.

## Verspreiding
De ruwe russula is een holarctische soort die te vinden is van het zuiden tot het noorden van de gematigde hemisfeer, van de meridionale tot aan de matig koele hemiboreale zone. Deze soort komt voor in Noord-Azië (Noordoost-Rusland, Korea, Maleisië, China en Japan) en in het oostelijke deel van Noord-Amerika (VS, Canada). Bovendien is hij te vinden in Noord-Afrika (Marokko) en Europa. In Europa heeft hij een wijdverspreide verspreiding. In het zuiden strekt zijn verspreidingsgebied zich uit van Spanje tot Roemenië, en in het noorden komt hij voor in heel Zuid-Fennoskandinavië. In het westen strekt zijn verspreidingsgebied zich uit van Frankrijk, door Nederland tot aan Groot-Brittannië en Ierland, terwijl het oostelijke verspreidingsgebied zich uitstrekt tot Wit-Rusland en Rusland.
In Nederland komt de ruwe russula vrij algemeen voor. Hij staat op de rode lijst in de categorie 'Kwetsbaar'.
De verspreiding van Russula virescens in Noord-Amerika is twijfelachtig, omdat daar een aantal vergelijkbare soorten voorkomen, zoals Russula crustosa en Russula parvovirescens. Sommige mycologen nemen aan dat Russula virescens een puur Europese soort is, omdat B. Buyck en zijn collega's (2006) ontdekten dat de Virescens-Crustosa-groep in het oosten van de VS een soortencomplex is en ten minste uit een dozijn genetisch onderscheidbare soorten bestaat, die duidelijk verschillen van de Europese vorm.

## Foto's

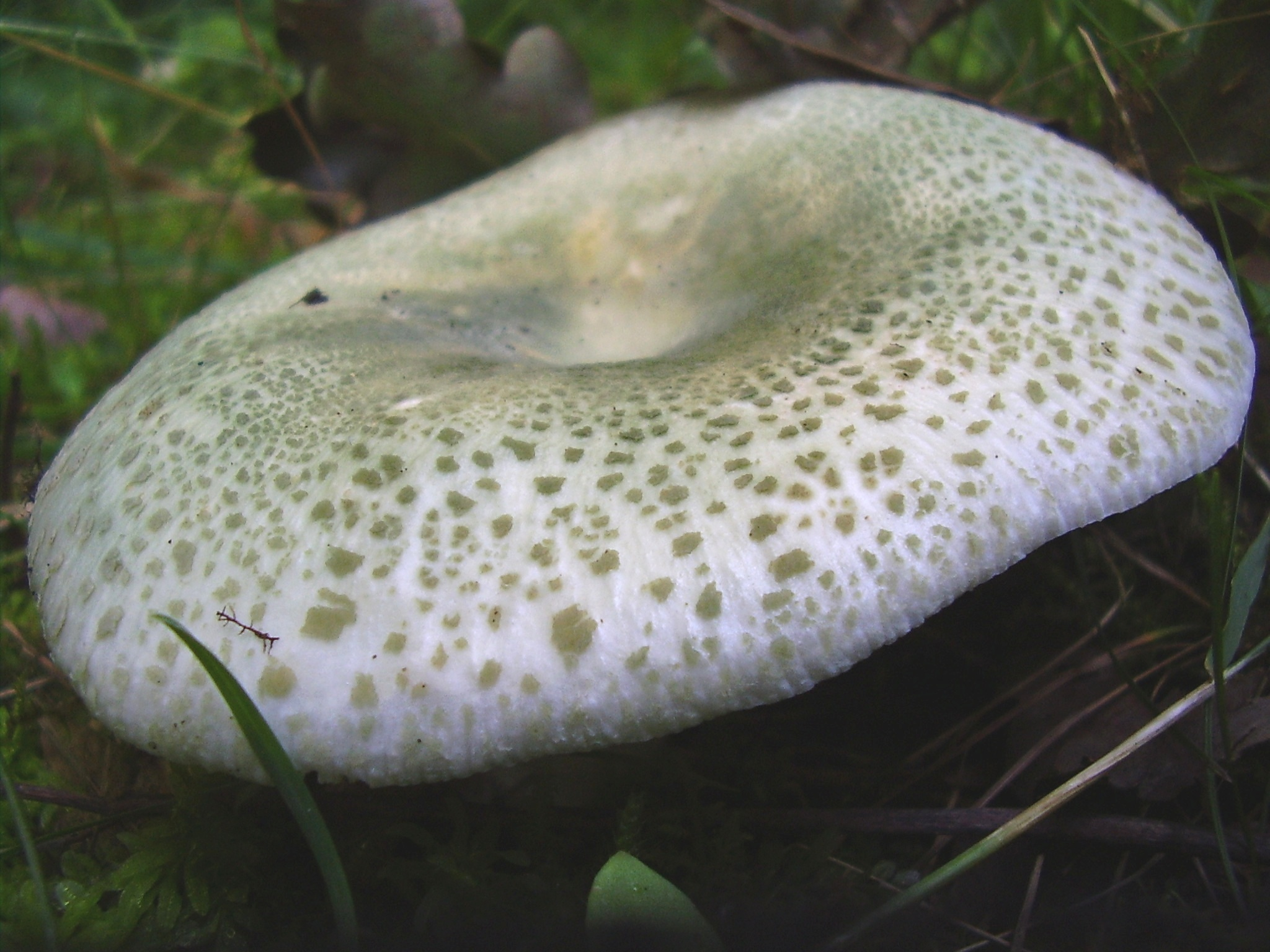
Hoed
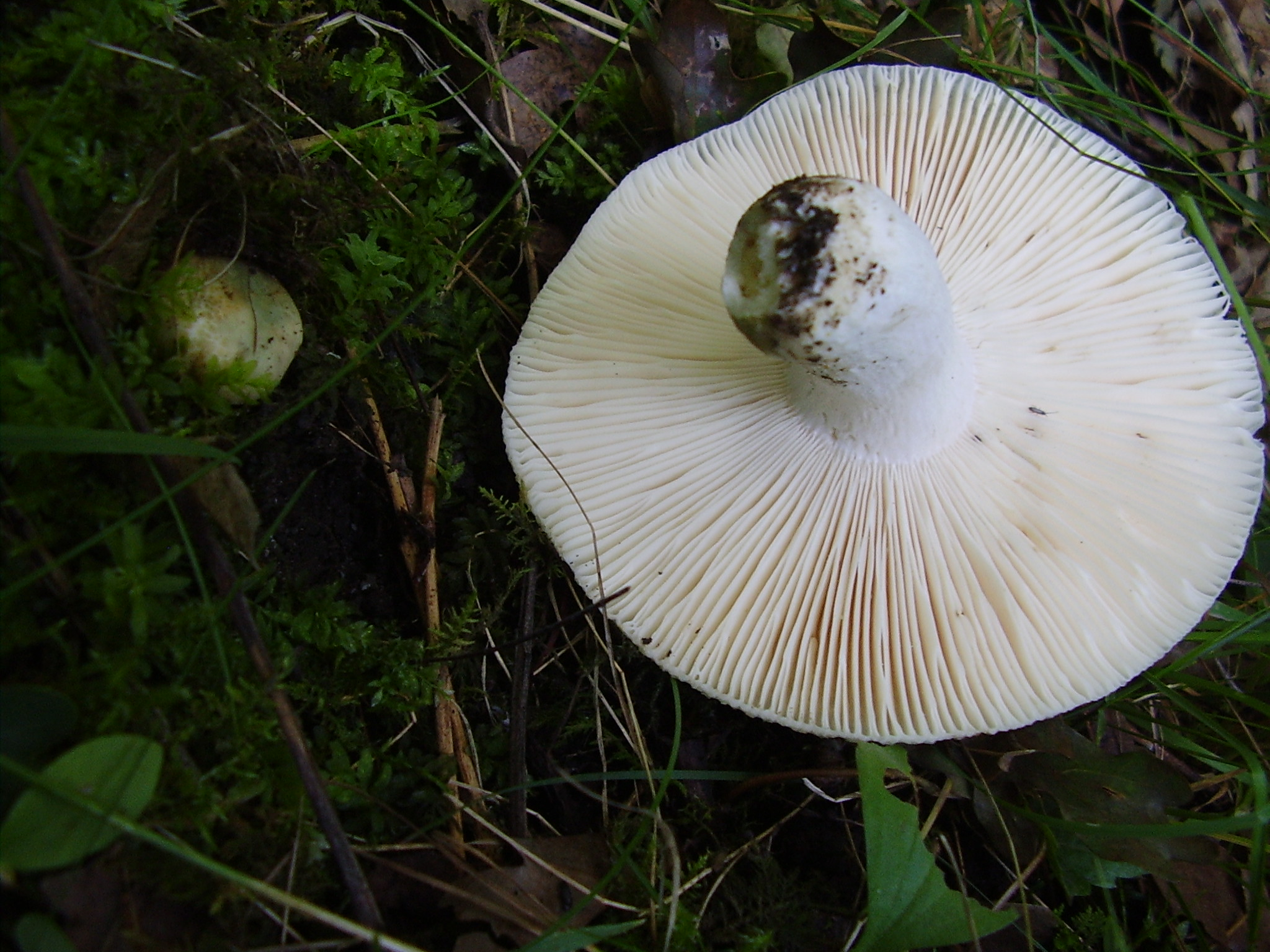
Lamellen
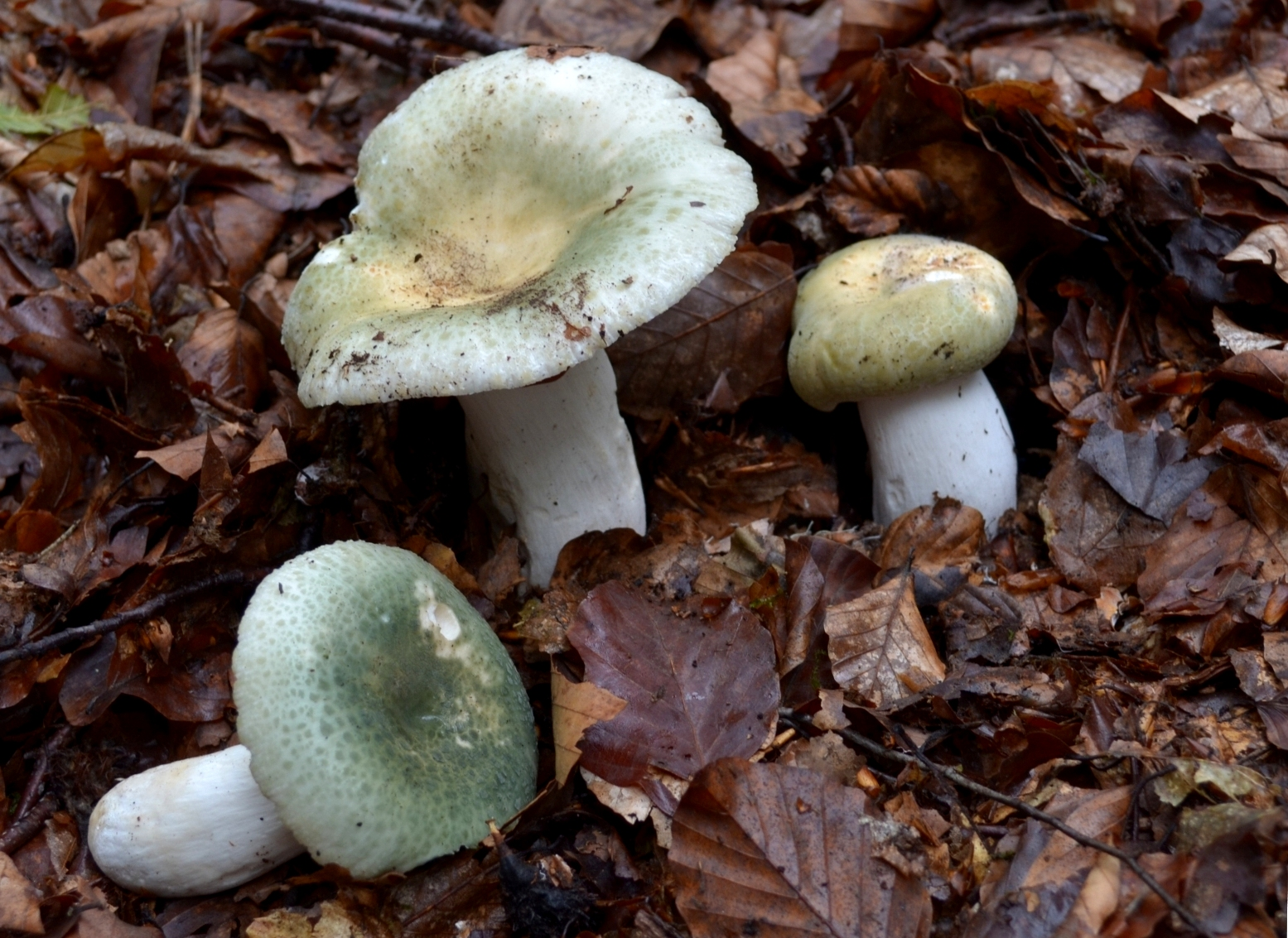
Enkele exemplaren van verschillende leeftijd
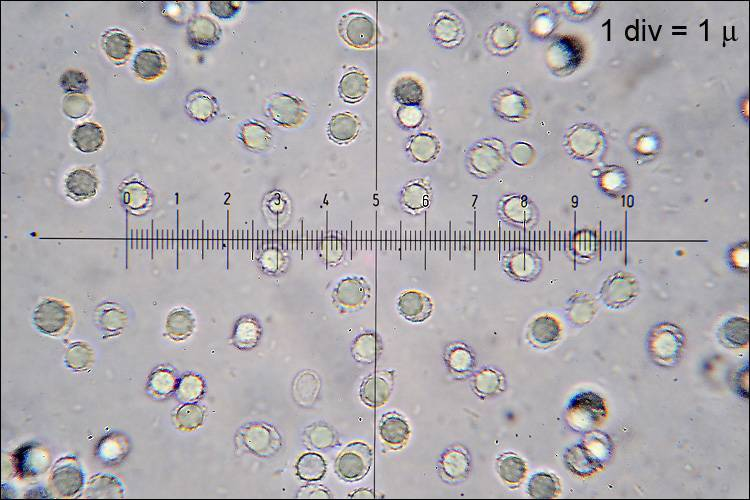
Sporen